# Liste der Monuments historiques in Chatenay-Mâcheron
Die Liste der Monuments historiques in Chatenay-Mâcheron führt die Monuments historiques in der französischen Gemeinde Chatenay-Mâcheron auf.

## Liste der Immobilien
| Bezeichnung | Beschreibung                                         | Standort           | Kennzeichnung | Schutzstatus | Datum | Bild |
| ----------- | ---------------------------------------------------- | ------------------ | ------------- | ------------ | ----- | ---- |
| Wegekreuz   | aus der Renaissance oder jünger in Renaissanceformen | Rue du Four (Lage) | PA00079007    | Inscrit      | 1925  |      |